# باولو سيلفا (سباح)
باولو سيلفا (بالبرتغالية: Paulo Silva‏) هو سبّاح برازيلي، مثّل بلاده في الألعاب الأولمبية الصيفية 1948.

## روابط خارجية
باولو سيلفا على موقع أوليمبيديا (الإنجليزية)